# Josu Sarriegi Zumárraga
Josu Sarriegi Zumárraga (Lazkao, 9 de gener de 1979) més conegut com a Josu Sarriegi, és un exfutbolista basc, que ocupava la posició de defensa.

## Carrera esportiva
Després de passar pels modestos Lazkao i SD Beasain, el 1999 fitxa pel Deportivo Alavés, amb qui debuta en primera divisió, tot jugant cinc partits. Durant esta època alterna l'Alavés amb el seu equip filial.
La temporada 02/03 és cedit a la SD Eibar, on és titular. De nou a l'Alavés, es fa un lloc a l'onze titular del conjunt basc, tot aconseguint el retorn a la màxima categoria el 2005. La temporada 05/06 el defensa hi disputaria 30 partits i marcaria 2 gols amb els vitorians.
Aquestes xifres possibiliten el seu fitxatge per l'Athletic Club, amb qui formaria a la campanya 06/07, sent titular. A la temporada posterior recala al Panathinaikos FC grec.